# William Godfrey
Pour les articles homonymes, voir Godfrey.
William Godfrey, né le 25 septembre 1889 à Liverpool et mort le 22 janvier 1963 à Londres, est un prélat de l'Église catholique romaine, archevêque de Westminster.

## Biographie
William Godfrey fait ses études au collège d'Ushaw à Durham, puis à Rome où il termina des doctorats en philosophie et en théologie. Il est ordonné prêtre, à Rome, en 1916 et sert deux ans au diocèse de Liverpool avant d'assumer des tâches professorales au Collège d'Ushaw, à partir de 1919.
Il retourna à Rome en 1930 et y demeura jusqu'en 1938, année où il fut nommé délégué apostolique en Grande-Bretagne, Gibraltar et Malte.
En 1943, lors de la Seconde Guerre mondiale, il est chargé d'affaires pour le Vatican auprès du gouvernement polonais en exil.
Il est nommé archevêque de Liverpool (1953-56), avant d'être celui de Westminster.
Le pape Jean XXIII le crée cardinal en 1958 au titre de Santi Nereo e Achilleo.
Mgr Godfrey est mort à Londres le 22 janvier 1963, à l'âge de 74 ans.

## Succession apostolique
William Godfrey a ordonné les évêques suivants :
- Évêque Thomas Flynn (en) (1939)
- Évêque Leo Parker (en) (1941)
- Évêque Daniel Hannon (en) (1941)
- Évêque Edward Ellis (en) (1944)
- Archevêque James Scanlan (en) (1946)
- Évêque George Brunner (en) (1946)
- Évêque John Petit (en) (1947)
- Archevêque John Murphy (en) (1948)
- Évêque Vincent Billington (en), M.H.M. (1948)
- Évêque John Forest Hogan (de), O.F.M. (1949)
- Évêque Thomas Bernard Pearson (1949)
- Cardinal John Carmel Heenan (1951)
- Cardinal Gordon Joseph Gray (1951)
- Évêque Joseph McGee (en) (1952)
- Évêque David Cashman (en) (1958)